# CERS2
CERS2 (англ. Ceramide synthase 2) – білок, який кодується однойменним геном, розташованим у людей на короткому плечі 1-ї хромосоми.  Довжина поліпептидного ланцюга білка становить 380 амінокислот, а молекулярна маса — 44 876.
| 10         |  | 20         |  | 30         |  | 40         |  | 50         |
| ---------- |  | ---------- |  | ---------- |  | ---------- |  | ---------- |
| MLQTLYDYFW |  | WERLWLPVNL |  | TWADLEDRDG |  | RVYAKASDLY |  | ITLPLALLFL |
| IVRYFFELYV |  | ATPLAALLNI |  | KEKTRLRAPP |  | NATLEHFYLT |  | SGKQPKQVEV |
| ELLSRQSGLS |  | GRQVERWFRR |  | RRNQDRPSLL |  | KKFREASWRF |  | TFYLIAFIAG |
| MAVIVDKPWF |  | YDMKKVWEGY |  | PIQSTIPSQY |  | WYYMIELSFY |  | WSLLFSIASD |
| VKRKDFKEQI |  | IHHVATIILI |  | SFSWFANYIR |  | AGTLIMALHD |  | SSDYLLESAK |
| MFNYAGWKNT |  | CNNIFIVFAI |  | VFIITRLVIL |  | PFWILHCTLV |  | YPLELYPAFF |
| GYYFFNSMMG |  | VLQLLHIFWA |  | YLILRMAHKF |  | ITGKLVEDER |  | SDREETESSE |
| GEEAAAGGGA |  | KSRPLANGHP |  | ILNNNHRKND |  |            |  |            |

A: Аланін

C: Цистеїн

D: Аспарагінова кислота

E: Глутамінова кислота

F: Фенілаланін

G: Гліцин

H: Гістидин

I: Ізолейцин

K: Лізин

L: Лейцин

M: Метіонін

N: Аспарагін

P: Пролін

Q: Глутамін

R: Аргінін

S: Серин

T: Треонін

V: Валін

W: Триптофан

Кодований геном білок за функцією належить до фосфопротеїнів. 
Задіяний у таких біологічних процесах як метаболізм ліпідів, біосинтез ліпідів, поліморфізм. 
Білок має сайт для зв'язування з ДНК. 
Локалізований у ядрі, мембрані, ендоплазматичному ретикулумі.